# بخش مرکزی شهرستان مهریز
بخش مرکزی شهرستان مهریز تنها بخش شهرستان مهریز در استان یزد ایران است.

## تقسیمات کشوری
- بخش مرکزی شهرستان مهریز
  - دهستان ارنان
  - دهستان تنگ چنار
  - دهستان خورمیز
  - دهستان میانکوه
  - دهستان بهادران

شهر : مهریز

## جمعیت
بنابر سرشماری مرکز آمار ایران، جمعیت بخش مرکزی شهرستان مهریز در سال ۱۳۸۵ برابر با ۴۴٫۳۹۱ نفر بوده است.